# Passova gellias
Espèce
Passova gellias est une espèce de lépidoptères de la famille des Hesperiidae, de la sous-famille des Pyrginae et de la tribu des Pyrrhopygini.

## Dénomination
Passova gellias a été nommé par Frederick DuCane Godman et Osbert Salvin en 1893 sous le nom initial de Pyrrhopyga gellias.

### Nom vernaculaire
Passova gellias se nomme Gellias Firetip en anglais.

## Description
Passova gellias est un papillon au corps trapu marron à extrémité de l'abdomen orange et tête orange. Les ailes sont de couleur marron à reflets bleu métallisé.
Le revers est semblable.

### Chenille
La chenille est vert-jaune, finement cerclée de rouge orangé, couverte de longs poils clairs, avec une tête noire.

## Biologie

### Plantes hôtes
Les plantes hôtes de sa chenille sont Guarea glabra et Guarea rhopalocarpa.

## Écologie et distribution
Passova gellias est présent au Costa Rica, au Honduras et au Panama.

### Protection
Pas de statut de protection particulier.